# Équites
Los équites (del latín eques, equĭtis 'caballeros') formaban una clase social de la Antigua Roma, conocidos allí como Ordo equester ('clase ecuestre'). A través de la historia este estatus social fue cambiando en dignidad y costumbres. En la época imperial, los équites tenían derecho a llevar el angustus clavus: la túnica con dos franjas de púrpura de dos dedos de ancho como símbolo de su posición.

## Durante la monarquía y la república

### El primitivoordo equester

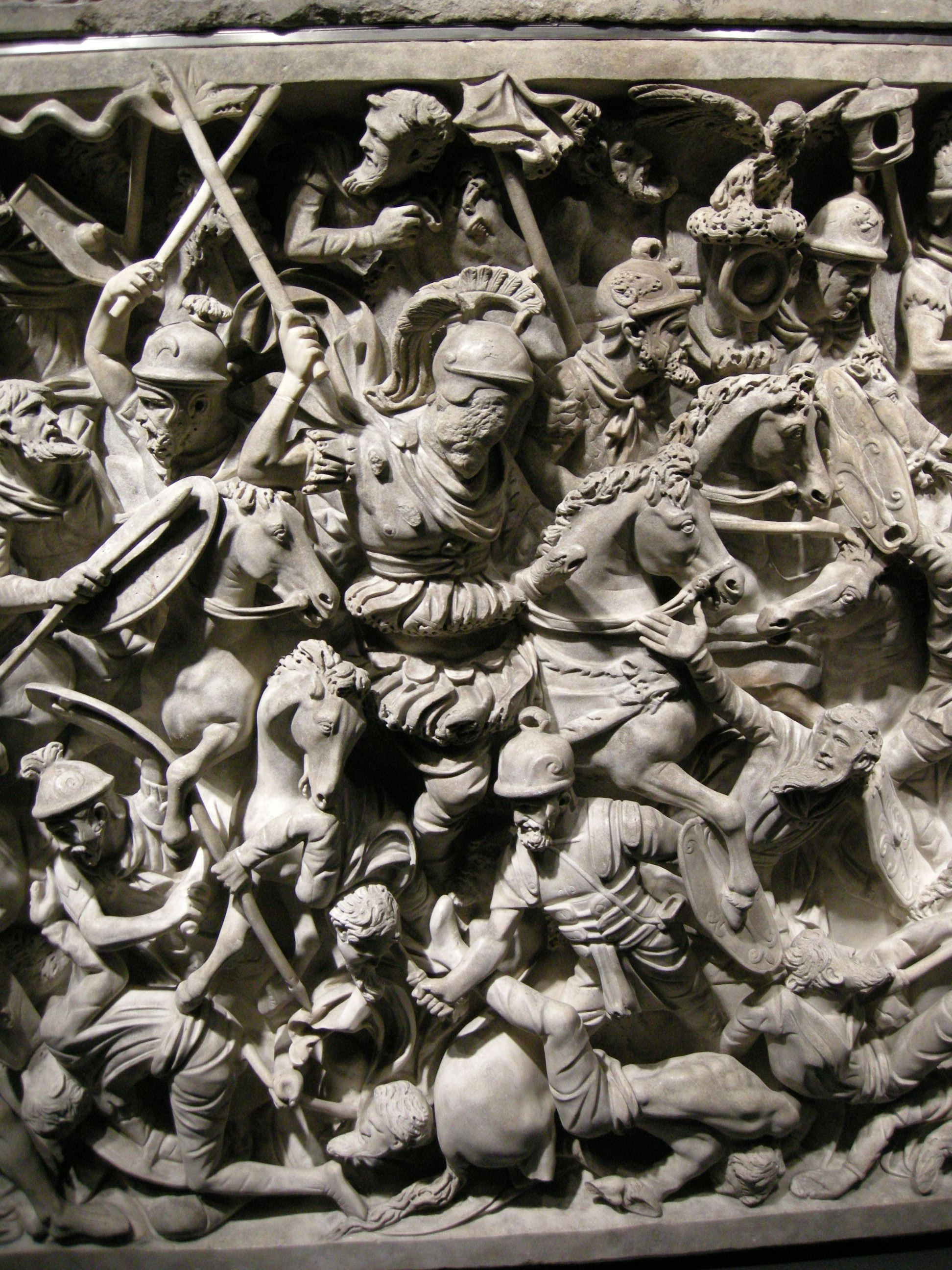
Detalle de un sarcófago del a. C. que muestra una carga de la caballería romana. Museo Nacional Romano, Roma, Italia.

En tiempos de la monarquía con el rey Servio Tulio, los ciudadanos muy ricos podían equiparse con dos caballos, animal muy estimado en la época y que resultaba muy caro de mantener. Según lo ordenado por Servio Tulio, solo podían llegar a ser caballeros los que alcanzaban buena posición económica, con una determinada cantidad de bienes. Las centurias de los caballeros se formaron efectivamente con las fortunas más importantes. Es lo que se llamaba censo máximo. Además se les exigía ser hijos de padres libres. La elección se solía hacer teniendo en cuenta todos estos requisitos y entre las familias más antiguas.
Los équites formaban turmas de 30 hombres. Cada turma estaba compuesta por 3 decurias de 10 hombres cada una. Sobre la decuria mandaba un decurión. 
Los historiadores cuentan que en los primeros tiempos los équites combatían también en unas luchas precedidas de desafíos, al estilo de los torneos y las justas de la Edad Media. Cuando se trataba de un combate, lo hacían formando una masa. Lo iniciaban cargando sobre el enemigo, a quien hostigaban por los flancos, dando lugar así a que la infantería pudiera avanzar y atacar por el centro.
En tiempos de paz eran los encargados de mantener en buen estado a los pocos caballos (mil ochocientos aproximadamente) que poseía el pueblo romano en carácter de propiedad del Senado y el pueblo.
A mediados del mes quinto, los censores se constituían en la parte más alta de la escalinata del templo de Cástor y Pólux con el objeto de presenciar el desfile de caballos y de este modo pasarles revista. Si notaban que algún animal era mal cuidado por su dueño, lo quitaban de su propiedad y lo asignaban a la responsabilidad de otro ciudadano.

### A partir de las guerras púnicas
En la época de la República romana, después de la segunda guerra púnica, el grupo de los équites, llamado Ordo Equester, fue configurándose como el de un conjunto de personas emprendedoras, dedicadas a los negocios y que, a través de las societates publicanorum, iban controlando los contratos estatales de abastecimiento y obras públicas y la recaudación de impuestos en las provincias, tareas que estaban vetadas a los senadores.
En el último tercio del siglo II a. C., los équites y los senadores mantenían serias diferencias, derivadas de la ambición de los gobernadores provinciales senatoriales, que dificultaban los intereses de las societates publicanorum, por lo que tanto Tiberio Sempronio Graco como su hermano Cayo Sempronio Graco utilizaron estas diferencias para debilitar a sus rivales senatoriales. Para ello asignaron a los équites dos derechos concretos, uno honorífico: sentarse en los espectáculos públicos en primera fila junto a los senadores, y otro, mucho más importante: ser convertidos en los jueces que constituían los tribunales de concusión, encargados de enjuiciar las actuaciones de los gobernadores provinciales senatoriales a petición de sus gobernados.

## Durante el Alto Imperio

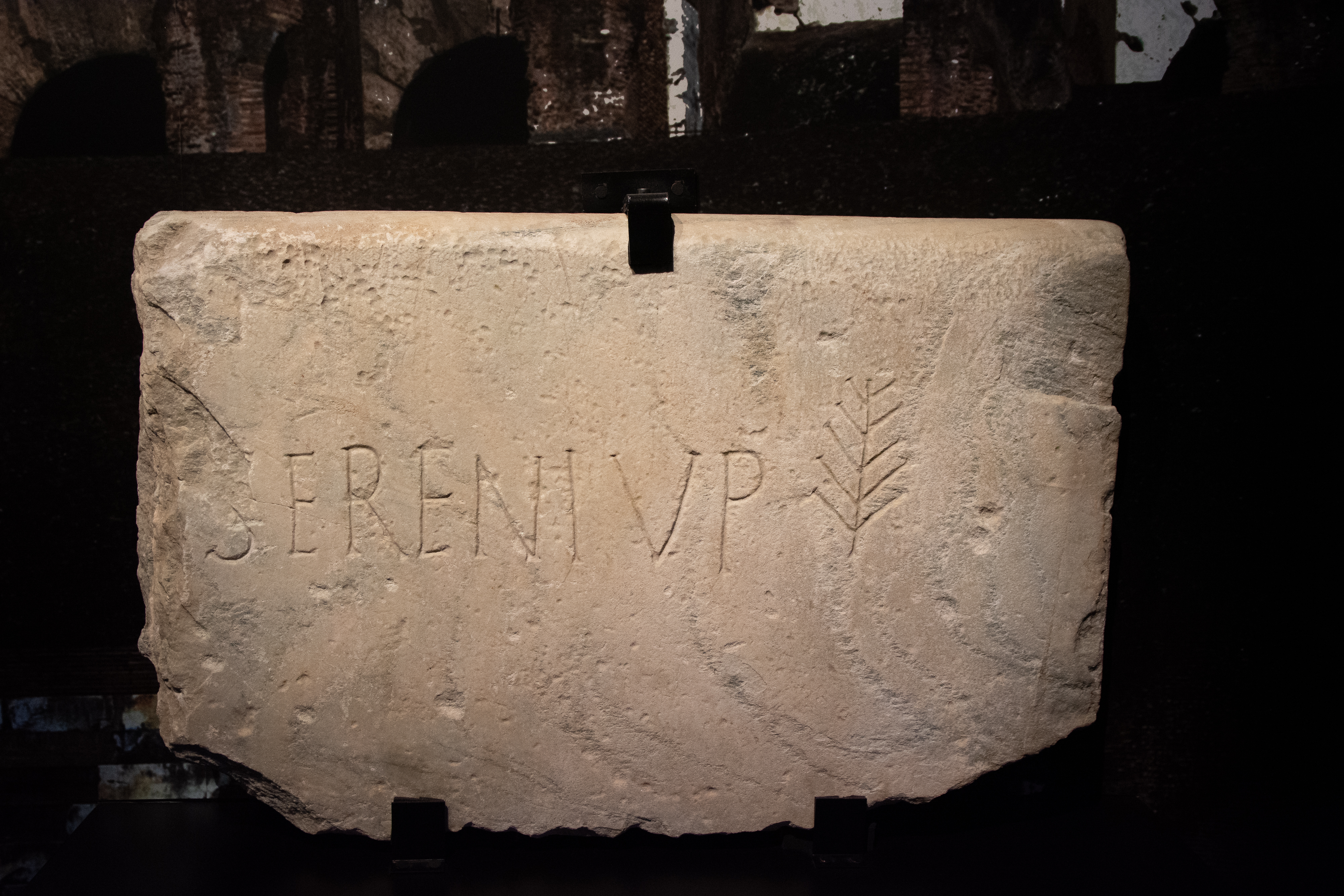
Única inscripción descubierta en el Coliseo que se refiere a un équite.

La rivalidad entre senadores y équites perduró durante todo el período final de la República y las guerras civiles. Cuando Octaviano, convertido en dueño del mundo romano y en emperador con el título de Augusto, asentó su poder, procedió a regularizar el orden ecuestre, asignando a los caballeros una serie de funciones subalternas, pero muy importantes, en el nuevo organigrama del Imperio, creando para ellos un cursus honorum propio.
Las funciones reservadas a los miembros del ordo equester fueron:
- El control de las finanzas públicas como procuratores, bien generales, bien especializados.
- El control de la Guardia Pretoriana como Prefectos del Pretorio, verdaderos lugartenientes del emperador, especialmente a partir de Tiberio.
- El gobierno de Egipto, como Prefecto de Egipto, así como el gobierno de algunas provincias menores.
- El control de las cohortes de vigiles en Roma, como Prefecto de los vigiles
- Una serie de cargos militares, como los cinco puestos de tribunus angusticlavius de cada legión, el mando de las flotas y el mando como Tribunos o Prefectos de las unidades auxiliares del ejército, Alas o Cohortes de infantería o Cohortes mixtas.

Esta carrera fue regularizada finalmente por el emperador Claudio.
Los équites recibían el anillo o reconocimiento de su rango directamente del emperador, que los seleccionaba de entre los ciudadanos romanos que pudieran demostrar una fortuna de 400 000 sestercios, y que normalmente procedían de las élites de las ciudades romanas de las provincias; también los centuriones primo pilos y los prefectos de los campamentos de las legiones accedían al orden ecuestre.
Desde la época de los flavios, su importancia fue aumentando, pasando a desempeñar los prestigiosos cargos de secretarios de la cancillería imperial. 
A medida que avanzaban el siglo II y el siglo III, su importancia fue incrementándose a medida que los diferentes emperadores creaban cada vez más prefecturas y procuratelas encomendadas a ellos, hasta el punto de que algunos emperadores, como Macrino, eran équites y no senadores. En la época de Galieno, se suprimieron en el ejército los cargos senatoriales, especializándose los caballeros en los mandos militares.

## Declive en el Bajo Imperio
En el bajo Imperio, las reformas de Diocleciano y Constantino I tendieron a fundir en un solo grupo a senadores y équites, con lo que el orden ecuestre tradicional desapareció a finales del siglo IV.